# Die Terrasse von Sainte-Adresse
Die Terrasse von Sainte-Adresse, auch Garten in Sainte-Adresse, oder Terrasse am Meeresufer (französisch Terrasse à Sainte-Adresse oder Jardin à Sainte-Adresse) ist ein 1867 entstandenes Gemälde des französischen Malers Claude Monet. Das in Öl auf Leinwand gemalte Bild hat eine Höhe von 98 cm und eine Breite von 130 cm. Monet zeigt in diesem Bild eine sommerliche Szene an der normannischen Kanalküste in Sainte-Adresse. Die darin porträtierten Personen sind vermutlich Familienangehörige des Malers, darunter sein Vater, zu dem er ein angespanntes Verhältnis hatte. Die Komposition ist von japanischer Kunst beeinflusst und zeigt in Farbwahl und Pinselstrich bereits eine für den Impressionismus typische Ausführung. Das Gemälde gehört zur Sammlung des Metropolitan Museum of Art in New York City.

## Bildbeschreibung
Das Gemälde zeigt eine Szene in Sainte-Adresse an einem sonnigen Tag im Sommer 1867. Von einem erhöhten Standpunkt aus geht der Blick auf ein Gartengrundstück und den dahinter liegenden Ärmelkanal mit seinem geschäftigen Schiffsverkehr. Auf der Gartenterrasse im Vordergrund haben sich vier Personen um ein zentrales Blumenrondell mit roten und weißen Blüten gruppiert. Vor dem runden Blumenbeet befinden sich vier zum Meer hin aufgereihte Gartenstühle, von denen die zwei mittleren mit einer Frau und einem Mann besetzt sind. Eine weitere Frau und ein weiterer Mann stehen etwas nach links versetzt hinter dem Beet vor einem den Garten begrenzenden grünbewachsenen Zaun. Verschiedene Kunsthistoriker haben angenommen, dass die dargestellten Personen zur Familie Monets gehören. Vorn rechts sitzt ein schräg von hinten dargestellter älterer Mann, bei dem es sich vermutlich um Monets Vater Adolphe handelt. Er erscheint als graubärtiger Herr in eleganter Sommergarderobe mit grauer Hose, dunkler Jacke, hellem Strohhut und einem zwischen den Beinen abgestellten Spazierstock. Während diese personelle Zuordnung als sehr wahrscheinlich gilt, sind die anderen Identifizierungsversuche der im Bild gezeigten Akteure eher Vermutungen. So nimmt Gary Tinterow an, bei dem Mann am Gartenzaun handele es sich möglicherweise um Claude Monets Onkel Dr. Adolphe Lecadre. Er trägt einen braunen Anzug, hat einen schwarzen Zylinder aufgesetzt und stützt sich auf einen Spazierstock. Der Dargestellte hat sich der neben ihm stehenden Frau zugewandt, für die mutmaßlich seine Tochter Jeanne Marguerite Lecadre Modell stand. Sie wird in Seitenansicht gezeigt und trägt ein weißes Kleid. Über die Schulter hat sie einen aufgespannten gelben Sonnenschirm gelegt. Die Frau mit dem Rücken zum Bildbetrachter links neben Monets Vater könnte Sophie Lecadre sein, die Ehefrau von Dr. Adolphe Lecadre, oder Monets Tante Marie-Jeanne Lecadre. Sie trägt ein helles Kleid, ihr Kopf wird von einem aufgespannten Sonnenschirm verdeckt. Während die vier in Reihe angeordneten Stühle ein Miteinander der Personen andeuten, geben ihre Positionen im Bild und ihre Ausrichtung zueinander nicht zwingend eine enge Verbindung wider. Zwar scheint das Paar am Gartenzaun im Gespräch miteinander zu sein, aber ein Bezug zu den anderen Personen – etwa ein Blickkontakt – besteht im Bild nicht. Monets Vater blickt links an dem gegenüberstehenden Paar vorbei und hält zur Frau neben ihm einen gewissen Abstand. Bei dieser Frau ist nicht deutlich, wohin ihre Aufmerksamkeit gerichtet ist. Sie könnte zwar die anderen Personen im Bild beobachten, aber genauso gut auf die Schiffe am Horizont schauen.
Die Szenerie mit den vier Personen findet auf einer Terrasse statt, die im Bild als trapezförmige gräuliche Fläche erscheint. Deutlich heben sich sonnenbeschienene helle Bereiche von blau-grauen Schatten ab. Diese finden sich als breiter Streifen auf der linken Seite und als langgezogene Silhouetten der Gartenstühle am unteren Bildrand. Die langen Schatten deuten auf eine tiefstehende Sonne am Nachmittag hin. Im Schattenbereich der Stühle findet sich zudem die Signatur „Claude Monet“. Der Übergang von der Flanierebene zum angrenzenden grünen Rasenbereich erscheint als diagonale Linie, die wie mit einem Linial gezogen wirkt. Am rechten Rand gibt es vor einem hohen roten Gartenzaun einen üppiger Blumenbewuchs mit zahlreichen Blüten in Rot und Gelb. Solche Blumen finden sich zudem am unteren und am linken Rand. Bei einzelnen aufragenden Blütenstängeln könnte es sich um Gladiolen handeln. Diese üppige Blumenpracht weist – ebenso wie die Garderobe der Dargestellten – auf den Sommer als Jahreszeit hin. Zwei Masten mit wehender Flagge ragen vor dem Gartenzaun links am Ende des Blumenbeetes und rechts neben einer Gartentür empor. Während am linken Mast ein rot-gelber Wimpel gehisst ist, dessen Bedeutung unklar bleibt, zeigt sich am rechten Mast deutlich die französische Trikolore.
Hinter der Terrasse bildet der Ärmelkanal als breiter horizontaler Streifen den Mittelgrund. Das leicht wellige bläuliche Meer wird von zahlreichen Schiffen befahren. So ist links neben dem Paar am Zaun in geringer Entfernung ein Segelboot mit dunklen Segeln zu erkennen. Zahlreiche weitere Segelboote und -schiffe, aber auch Dampfschiffe mit langen Rauchwolken, sind nahe der Horizontlinie zu sehen. Auf der linken Bildseite zeigt sich am Horizont die gegenüberliegende Küstenlinie, bei dem einige Autoren das Ufer von Honfleur ausmachen wollen, eventuell ist es aber auch ein anderer Küstenabschnitt in Richtung Trouville-sur-Mer. Über dem Horizont entfaltet sich ein weißes Wolkenband und darüber ein hellblauer Himmel.
Sowohl das sommerliche Motiv mit Menschen, die ihre Freizeit am Meer verbringen, wie auch ein Pinselduktus, bei dem Monet mit kurzen Strichen reine Farben auf die Leinwand brachte, sind typische Merkmale eines Gemäldes im Stil des Impressionismus, auch wenn dieser Begriff erst sieben Jahre nach Entstehung des Bildes geprägt wurde. John Rewald lobte Monet, er würde in diesem Bild „die Vibration des Lichtes nachbilden“. Der scheinbar spontanen Malweise steht jedoch eine strenge Bildkomposition gegenüber. So hat Monet das Bild in drei übereinander liegende Bereiche aufgeteilt: Himmel, Wasser und Terrasse. Dies wird besonders durch die Trennungslinien des Horizontes und des bildparallel verlaufenden Gartenzaunes verdeutlicht. Die Flaggenmasten bilden hierzu die vertikalen Ergänzungen, sodass sich aus diesen Linien ein einfaches kompositorisches Gitternetz ergibt. Die flächige Behandlung des Vordergrundes, etwa die nahezu einfarbigen Bereiche des Bodens und bei der Rasenfläche, lassen auf japanische Vorbilder schließen.

## Ein Bild nach japanischem Vorbild

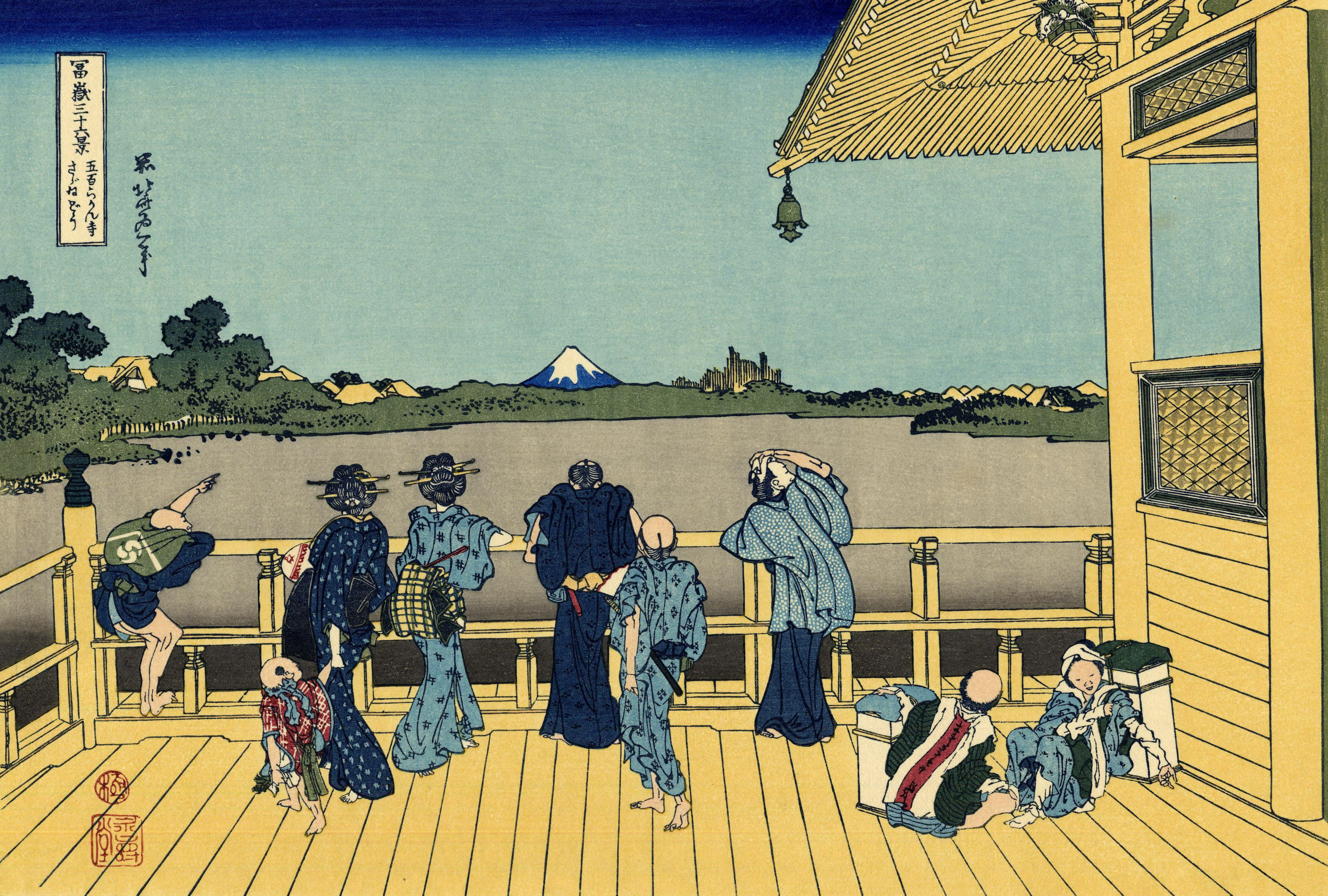
Katsushika Hokusai: Der Turban-Turm im Gohyaku-Rakan-Tempel, um 1830

Monet bezeichnete das Gemälde Die Terrasse von Sainte-Adresse 1868 als le tableau chinois où il y a des drapeaux (sinngemäß: chinesisches Gemälde mit den Flaggen). Monets Malerfreund Pierre-Auguste Renoir sprach bei dem Bild von „le japonais aux petits drapeaux“ (das Japanische mit den kleinen Flaggen). Die Adjektive chinesisch oder japanisch wurden in den 1860er Jahren in Paris als synonyme Bezeichnungen für fernöstliche Kunst verwandt. Es waren aber vor allem japanische Farbholzschnitte, die Einfluss auf Monets Werk hatten. Beim Gemälde Die Terrasse von Sainte-Adresse könnte sich Monet direkt auf eine Arbeit des japanischen Malers Katsushika Hokusai bezogen haben. In dessen Serie der 36 Ansichten des Berges Fuji gibt es die um 1830 entstandene Darstellung Der Turban-Turm im Gohyaku-Rakan-Tempel, die deutliche Parallelen zu Monets Gemälde zeigt. In beiden Ansichten haben sich Personen auf einer Terrasse versammelt, ein Zaun beziehungsweise eine Balustrade trennen den Vordergrund vom Mittelgrund, das Bild ist in strenge horizontale Bereiche aufgeteilt und im Vordergrund finden sich leere Freiflächen. Monet besaß diesen Holzschnitt von Hokusai und weitere japanische Bilder. Sie befinden sich bis heute in seinem museal genutzten ehemaligen Wohnhaus in Giverny.
Monets Begeisterung für die Kunst aus Japan entsprach dem Zeitgeist des Japonismus. Vermutlich hatte Monet Kunst aus Asien 1867 auf der Pariser Weltausstellung gesehen, kannte aber möglicherweise auch vorher schon entsprechende Arbeiten. Nicht zuletzt hatten seine Künstlerkollegen Édouard Manet, Jean-François Millet und James McNeill Whistler nach japanischem Vorbild gearbeitet, deren Werke wiederum Einfluss auf Monets Schaffen hatten.

## Das Familientreffen in Sainte-Adresse
Monet wuchs in Le Havre auf, der an Sainte-Adresse angrenzenden Hafenstadt an der Mündung der Seine. Das Motiv der auf dem Meer kreuzenden Schiffe war ihm daher seit Kindertagen vertraut. In Sainte-Adresse hatte die mit den Monets verwandte Familie Lecadre ein Landhaus, dessen Grundstück sich am unteren Ende des heutigen Weges Sentier Alphonse Karr befand. Im Garten dieses Hauses malte Monet das Gemälde Die Terrasse von Sainte-Adresse. Im Gegensatz zur geschäftigen Handelsstadt Le Havre war Sainte-Adresse ein Ort der Erholung für die wohlhabende Oberschicht. Hierher kamen Wochenendbesucher aus Le Havre und Urlauber aus Paris. In seinem Bild Die Terrasse von Sainte-Adresse stellte Monet das in einem gepflegten Garten Entspannung suchende Bürgertum dar. Monet wählte die dargestellten Personen als Modelle, da sie gerade zur Verfügung standen – ein Familienporträt war hierbei nicht vorrangig seine Absicht.

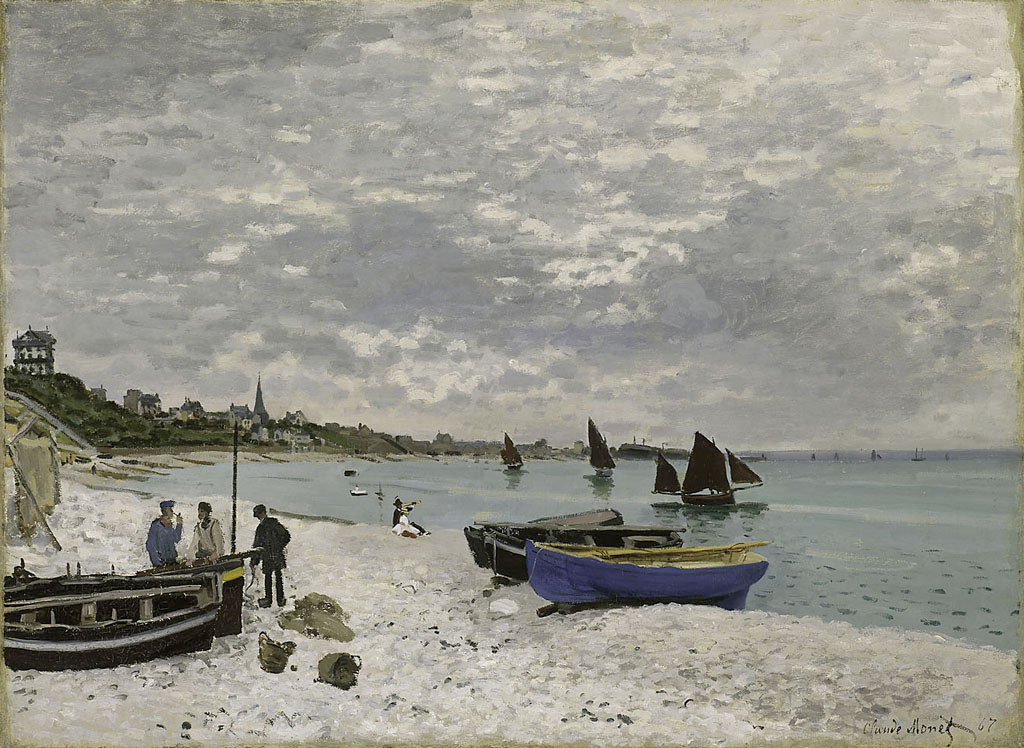
Claude Monet: Der Strand bei Sainte-Adresse bei trübem Wetter, 1867

Das Verhältnis von Claude Monet zu seiner Familie war im Sommer 1867 besonders angespannt. Er lebte zu dieser Zeit in Paris und seine Einkünfte bestanden vor allem aus regelmäßige Zuwendungen von seiner Tante Marie-Jeanne Lecadre. Seit 1864 gab es zwischen Monet und seiner Familie immer wieder Meinungsverschiedenheiten, in deren Zusammenhang mit der Einstellung der Geldzuwendungen gedroht wurde. Im Frühjahr 1867 informierte Claude Monet seinen Vater darüber, dass seine Geliebte Camille Doncieux ein Kind erwartete. Monets Vater lehnte diese Beziehung ab und forderte seinen Sohn auf, die Geliebte zu verlassen und sich stattdessen bei der Familie in Sainte-Adresse der Arbeit zu widmen. Monet lebte inzwischen in sehr prekären finanziellen Verhältnissen und konnte Camille Doncieux nur mit gelegentlichen Geldzuwendungen von Freunden unterstützen. Um das Verhältnis zu seinem Vater und der Tante nicht völlig abzubrechen, besuchte Monet im Sommer die Familie in Sainte-Adresse allein und schuf dort eine Reihe von Gemälden, darunter beispielsweise Der Strand bei Sainte-Adresse bei trübem Wetter (Art Institute of Chicago). In Paris kam unterdessen am 8. August Monets Sohn Jean zur Welt. Claude Monet besuchte kurz darauf für einige Tage heimlich Camille Doncieux und den neugeborenen Sohn in Paris, kehrte anschließend jedoch wieder nach Sainte-Adresse zurück. Das im Gemälde Die Terrasse von Sainte-Adresse angedeutete friedliche Familientreffen entsprach daher überhaupt nicht Claude Monets realer Lebenssituation.

## Provenienz
Das Gemälde Die Terrasse von Sainte-Adresse hat zwar ein relativ großes Format, war aber dennoch vermutlich nicht für eine Ausstellung im jährlichen Salon de Paris vorgesehen.
Um 1868 verkaufte Monet das Gemälde Terrasse von Sainte-Adresse für 400 Franc an den aus Montpellier stammenden Arzt Victor Frat, einem Freund des Malers Frédéric Bazille. Verschiedene Autoren haben angenommen, dass das Gemälde 1879 zur vierten Gruppenausstellung der Impressionisten ausgeliehen wurde. Da diese Ausstellung nicht fotografisch dokumentiert wurde und ein dort gezeigtes Bild Jardin à Sainte-Adresse auch ein anderes Gemälde sein könnte, ist dies allerdings nicht gesichert. Nach Frats Tod 1902 ging das Bild in den Besitz seiner zweiten Ehefrau Marie Frat über. Sie verkaufte das Gemälde 16. April 1913 für 27.000 Franc an den Pariser Kunsthändler Paul Durand-Ruel, der es bis 1926 in seinem Bestand behielt. Über die New Yorker Filiale von Durand-Ruel gelangte das Werk am 4. Juni 1928 für 11.500 US-Dollar an den Priester und Kunstsammler Theodore Pitcairn aus Bryn Athyn (Pennsylvania). Dieser ließ das Bild am 1. Dezember 1967 zu Gunsten der von ihm gegründeten wohltätigen Beneficia Foundation in der Londoner Filiale des Auktionshauses Christie’s versteigern. Dabei gelangte das Bild für 588.000 Pfund Sterling an die Kunsthandlung Thomas Agnew & Sons, die im Auftrag des New Yorker Metropolitan Museum of Art handelte. Das Museum konnte das Gemälde mit Spenden von Freunden des Museums und mit Mitteln aus dem Museums-Fond erwerben.